# La Faloise
La Faloise é uma comuna francesa na região administrativa de Altos da França, no departamento de Somme. Estende-se por uma área de 9,75 km². Em 2010 a comuna tinha 234 habitantes (densidade: 24 hab./km²).